# Patinação artística na Universíada de Inverno de 1960
As competições de patinação artística na Universíada de Inverno de 1960 foram disputadas em Chamonix, França, entre 28 de fevereiro e 6 de março de 1960.

## Medalhistas
| Evento               | Ouro                               | Prata                           | Bronze                       | Ref.  |
| -------------------- | ---------------------------------- | ------------------------------- | ---------------------------- | ----- |
| Individual masculino | Alain Calmat · França              | Nobuo Sato · Japão              | Heinrich Podhajsky · Áustria | [ 1 ] |
| Individual feminino  | Jitka Hlaváčková · Tchecoslováquia | Eva Grožajová · Tchecoslováquia | Helga Zöllner · Hungria      | [ 1 ] |

## Quadro de medalhas
| Ordem | País            | Medalha de ouro | Medalha de prata | Medalha de bronze |   |
| ----- | --------------- | --------------- | ---------------- | ----------------- | - |
| 1     | Tchecoslováquia | 1               | 1                |                   | 2 |
| 2     | França          | 1               |                  |                   | 1 |
| 3     | Japão           |                 | 1                |                   | 1 |
| 4     | Áustria         |                 |                  | 1                 | 1 |
| 4     | Hungria         |                 |                  | 1                 | 1 |
| TOTAL | TOTAL           | 2               | 2                | 2                 | 6 |